# Most Musala
Most Musala premošćuje rijeku Neretvu u Mostaru i nastavlja se na istoimeni trg. Smješten je između hotela "Neretva" na lijevoj i "Bristola" na desnoj obali. Zanimljiv je po svoja četiri imena u različitim vremenima povijesti, ali i po rušenjima, sanacijama i obnavljanjima.

## Povijest
Most je počela graditi osmanlijska vlast početkom 1873. godine, a bilo je planirano da se izgradi s ciljem rasterećenja Starog mosta, koji je stoljećima bio jedini prijelaz s jedne na drugu stranu Neretve. Vilajetska skupština odobrila je tu gradnju na zahtjev hercegovačkih zastupnika u maju 1870. godine. Radovi su bili obustavljeni zbog nedostatka sredstava ili ustanka u Hercegovini 1875. godine. Veliki istesani kameni blokovi dočekali su dolazak Austro-Ugarske.
Most je završen 1882. i dobio je ime Most cara i kralja Franje Josipa. Izgrađen je od željezno-rešetkaste konstrukcije, namijenjene za most u Jablanici. Kad se ispostavilo da je kraći za 4 m za lokaciju u Jablanici, prebačen je u Mostar. Bio je dug 94 m i postavljen na šest ozidanih stupova od tesanog kamena. Već 1888. obavljena je prva rekonstrukcija ovog mosta. Tom prilikom preko njega je provedena glavna vodovodna cijev na lijevu obalu Neretve.
U veljači 1935. skinuta je željezna konstrukcija mosta i izgrađena armiranobetonska. Novi most pušten je u promet 7. srpnja 1936., a dobio je naziv Most kralja Petra. Bio je presvučen asfaltom i to su bili prvi kvadrati asfalta postavljeni u Mostaru.
Nakon Drugog svjetskog rata, od 1945. do rata 1992. ovaj most nosio je ime Most maršala Tita. Od 1952. na tadašnjem Titovom mostu započinje organizirano natjecanje u skokovima u Neretvu, koje se tu nastavlja sve do 1968, kad je prebačeno na Stari most, gdje se i danas održava.
Za vrijeme ratnih sukoba 1992.–1995. most je srušen u noći između 29. i 30. svibnja 1992. Sljedeće godine na mjestu srušenog mosta postavljen je privremeni željezni most. Tokom daljnjih sukoba most je doživio potpunu devastaciju i jedva je bio prohodan. Obnovile su ga jedinice UNPROFOR-a 1995. Uklonjen je 1999. da bi na istom mjestu 2000. godine bio napravljen novi armiranobetonski most, onakav kakav je bio i ranije. Sada nosi naziv Most Musala.